# Toyota Yaris
El Toyota Yaris és un automòbil del segment B produït pel fabricant japonès Toyota. Existeixen dues generacions, llançades en els anys 1999 i 2005 i disponibles amb carrosseries hatchback de tres i cinc portes, sedan de dues i quatre portes i familiar de quatre portes. La primera generació va ser votada Cotxe de l'Any a Europa l'any 2000. Els seus principals rivals són els Honda City, Nissan Micra, Renault Logan i Mitsubishi Colt.
Segons el mercat, la generació i la carrosseria, el model duu el nom Yaris, Belta, Echo, Platz, Vios o Vitz. El disseny no és idèntic en tots els països per a una generació donada. Els motors són usualment gasolina de 1.0, 1.3 i 1.5 litres de cilindrada i Dièsel de 1.4 litres, encara que hi ha altres específics per a certs països, com un gasolina de 1.8 litres de 130 CV per al Yaris II europeu i un gasolina de 1.5 litres amb turbocompressor i 143 CV de potència màxima per a Tailàndia.
La marca Yaris també s'ha aplicat a altres vehicles. De 1999 a 2005, la marca d'identificació s'havia utilitzat per al mini MPV Yaris Verso venut a Europa, on era conegut al Japó com a FunCargo. Des del 2020, la placa d'identificació també s'utilitza per a l'oferta de SUV crossover subcompacte anomenada Yaris Cross. A Amèrica del Nord, la majoria dels models de berlina Yaris venuts del 2015 al 2020 i els Yaris venuts del 2019 al 2020 eren versions redissenyades del Mazda 2, produïts i desenvolupats per Mazda.